# Владимир Пенчев
Владимир Георгиев Пенчев е български учен – бохемист, етнолог и фолклорист. Дългогодишен преподавател в редица български университети, член-основател и дългогодишен председател на сдружение „Бохемия клуб“, изследовател на традициите и фолклора при българската диаспора зад граница. Към 2023 г. е директор на Института за етнология и фолклористика с етнографски музей към БАН.

## Биография
Владимир Пенчев е роден на 1 януари 1957 г. в Стара Загора. Син е на българския литературен критик и журналист Георги Пенчев. Завършва славянска филология, чешки профил, в СУ „Св. Климент Охридски“ през 1981 г., след което специализира в Карловия университет в Прага. Работи кратко време в Съюза на преводачите в България и от 1983 г. постъпва в Института за фолклор, от 2010 г. – Институт за етнология и фолклористика с етнографски музей към БАН (ИЕФЕМ-БАН). Защитава докторска дисертация в Института през 1992 г. на тема „Българо-чешки фолклористични контакти през Възраждането“, а през 1996 г. се хабилитира като старши научен сътрудник II степен (доцент) в секция „Славянски и балкански фолклор“, която ръководи в периода 2000 – 2010 г.
От 2017 г. е избран за професор в секция „Сравнителни фолклористични изследвания“ на ИЕФЕМ, чийто ръководител е през 2010 – 2012 г. Бил е председател на Общото събрание на учените в Института за фолклор и председател на Научния съвет на ИЕФЕМ. През 2010 – 2014 г. е заместник-директор, а от 2020 г. – и директор на ИЕФЕМ-БАН..
Научните му интереси са основно в областта на българо-чешките фолклористични отношения, история на чешкото присъствие в българските земи, история на българската фолклористика, етнология на славянството, проблеми на славянската етнокултурна идентичност и т.н. Водещ изследовател е по проблематиката на етничните общности в другоетнична среда и по-конкретно на българските общности зад граница (Българи в Чехия). 
Автор е на над 250 научни публикации, сред които монографии, книги, сборници, студии, статии и т.н. Участник и ръководител е на десетки български и международни научни проекти.
От 1994 г. чете лекционни курсове в ЮЗУ „Неофит Рилски“ в Благоевград, а по-късно – и в ПУ „Паисий Хилендарски“, Нов български университет и бившия Славянски университет – по етнология на славянството, културна антропология на славяните, славянски фолклор, славянски идентичности, странознание на Чехия, различни бохемистични дисциплини и др. Преподава „Исторически и културни реалии на Чехия и Словакия“ в СУ „Св. Климент Охридски“  и „История на българистиката и славистиката“ в Пловдивски университет. Изнасял е лекции и лекционни курсове в редица чужди университети, предимно в Чехия и Словакия. Научен ръководител е на десетки дипломанти и специализанти, включително и от чужбина, както и на редица успешно защитили докторанти.
Член-основател и дългогодишен председател е на сдружението на българските бохемисти „Бохемия клуб“. Член е на Съюз на учените в България, на Националния комитет на славистите, както и на Комисията по фолклор при Международния комитет на славистите. Член е на редица международни редакционни съвети на научни списания в чужбина.
Занимава с превод на чешка и словашка художествена литература, член е на Съюз на преводачите в България.
Женен, с две деца.

### Авторски изследвания
- Българо-чешки фолклористични контакти през Възраждането (60-те и 70-те г. на Х1Х в.). София: УИ „Св. Кл. Охридски“, 1994, 204 с. ISBN 9540704146
- Побратим (Михайлова, К., М. Моравцова, Вл. Пенчев, В. Тодоров, Зд. Урбан). Българи по чешките земи. София: УИ „Св. Кл. Охридски“, 1994, 352 с.
- Царство на зашеметяващата красота. Български възрожденци в Чехия за нашия фолклор. София: АИ „Проф. М. Дринов“,1996, 135 с. ISBN 954-430-442-8
- Пенчев, Вл., А. Анчев. Михаил Арнаудов – една научна командировка в Македония. София: АИ „Проф. М. Дринов“, УИ „Св. Кл. Охридски“, 1999, 347 с. ISBN 954-07-1044-8
- Rychlík, J., V. Penčev aj. Dějiny Bulharska. Praha: Nakladatelství Lidové noviny, 2000, 508 c., II издание, 2002, 516 с., III издание, 2016, 536 с. ISBN 978-80-7422-553-6
- Паралакс в огледалото, или за мигрантските общности в чуждоетнична среда. София: Херон прес, 2001, 117 стр. ISBN 954-580-110-7
- Седлакова, К., Вл. Пенчев. Самуел Ярослав Захей – словашкият „консул“ в България. София: Стигмати, 2010, 204 с. ISBN 978-954-336-100-7
- Рихлик, Ян, Вл. Пенчев. История на Чехия. София: Парадигма, 2010, 1056 стр. ISBN 978-954-326-128-4
- Po serpentinách sebepoznání a poznání toho druhého. Češi a Slováci v Bulharsku, Bulhaři v České republice. Praha: FHS, 2012, 182 str. ISBN 978-80-87398-26-5
- Rychlík, J., V. Penčev. Od minulosti k dnešku. Dějiny českých zemí od davnověku do současnosti. Praha: Vyšehrad, 2014, 685 str., II издание, 2018, 688 с., ISBN 978-80-7429-387-0
- Рихлик, J., Вл. Пенчев, Н. Велjановски. Историjа на Чешка. Скопjе: Македоника литера, Македонска реч, 2014, 580 стр. ISBN 978-608-225-104-2, ISBN 978-608-4614-63-0.
- Пенчев, Вл., J. Рихлик, Н. Велjановски. Историjа на чешката култура. Скопjе: Макформ, 2017, 285 стр. ISBN 978-608-65694-1-9
- Българските общности в Средна Европа. Формиране, битуване, идентичности. София: Парадигма, 2017, 232 стр. ISBN 978-954-326-310-3
- Пенчев, Вл., Воскресенски, В., Вуков, Н., Гергова, Л., Гергова, Я., Борисова, М., Матанова, Т., Михайлова, К., Кулов, Б., Янев, Й. Културно наследство в миграция. Модели на консолидация и институционализация на българските общности в чужбина София: Парадигма, 2017, ISBN 978-954-326-331-8

### Съставителство и редакция
- Павлов, Ив., Вл. Пенчев (съст.). Борис Йоцов. Славянството и Европа. София: Университетско издателство „Св. Климент Охридски“, 1992, 108 с.
- Рашкова, Н., Вл. Пенчев (съст.). Българи в Словакия. Етнокултурни характеристики и взаимодействия. Теренно изследване. София: АИ „Марин Дринов”, 2005, 320 стр. ISBN 9543220980
- Krekovičová, E., V. Penčev (Eds.). Bulhari na Slovensku. Etnokultúrne charakteristiky a súvislosti. Štúdie. Bratislava: Veda, 2005, 200 str. ISBN 80-224-0890-5
- Sedláková, K., V. Penčev (Eds.). Ej, Bugári, Bugári. Piesne bulharských Slovákov zozbierane Jánom Michalkom. Sofia: Stigmati, 2008, 231 str. ISBN 978-954-336-049-9
- Кочева, А., Сн. Йовева-Димитрова, Вл. Пенчев (съст.). Българската общност в Австрия – историческо, лингвистично и етноложко изследване. Т. 1. София: ДАБЧ, 2011, 135 стр. ISBN 978-954-90130-9-2
- Дейкова, Хр., Вл. Пенчев (съст.). Българската бохемистика днес. София: Парадигма, 2012, 479 стр. ISBN 978-954-326-183-3
- Аврамова, Цв., Т. Бончева, Р. Железарова, Вл. Пенчев (съст.). 20 години Бохемия клуб. София: Парадигма, 2014 ISBN 978-954-326-236-6
- Поглед отвън. Огюст Дозон. Неиздавани български народни песни. Леополд Гайтлер. Поетическа традиции на траките и българите. Съст. и н. ред. Вл. Пенчев. София: АИ „Проф. М. Дринов“,  Университетско издателство „Св. Климент Охридски“, 2015 ISBN 9789543227778
- Пенкова, И., Вл. Пенчев (съст.). Българската общност в Австрия – историческо, лингвистично и етноложко изследване. Т. 2. София: Парадигма, 2016, 212 стр. ISBN 978-954-326-284-7
- Владимир Сис. Македония. Съст., н.ред. и превод Вл. Пенчев. София: МНИ, 2019 ISBN 978-619-7377-10-1

### Научно-популярна литература
- А. Анчев, Вл. Пенчев. Тънкио намек. София: “Слънце”, 1992, 144 с. ISBN 9548023032, ISBN 9789548023030
- А. Анчев, Вл. Пенчев. Малък български Декамерон. София: “Хермес-7”, 1992, 128 с. ISBN 9545550031, ISBN 9789545550034

### Преводи
- Йозеф Кадлец. "Виола", София: „Народна култура“, 1988.
- Радек Йон. "Мементо", София: "Народна култура", 1989.
- Еда Кризеова. "Вацлав Хавел – поет и президент", София: Издателство на БАН, 1992 (със Св. Христова).
- Ирена Доускова. "Как вълците ме изядоха", София: ИК „Колибри“, 2005 (с А. Пенчева). ISBN 954-529-370-5
- Ленка Прохазкова. "Слънце в зенита", Роман за Ян Палах. София: "Парадокс", 2013. ISBN 97895455312331
- Иржи Хаичек. "Рибя кръв", София: "Парадокс", 2016. ISBN 9789545532085